# Chris Lawrence (Rennfahrer)
Christopher John  „Chris“ Lawrence (* 27. Juli 1933 in Ealing; † 13. August 2011 in Burghill) war ein britischer Automobilrennfahrer und Rennwagenkonstrukteur.

## Karriere
Chris Lawrence war in den späten 1950er-Jahren mit MGs und Morgans bei Clubrennen in Großbritannien am Start. Lawrence war Eigentümer eines Motortuning-Unternehmens in London und war als Techniker 1963 und 1964 in das Deep-Sanderson-Sportwagen-Projekt involviert.
Als 1966 in der Formel 1 die 3-Liter-Formel eingeführt wurde, nahm Lawrence mit einem Cooper T73 an einigen Formel-1-Rennen teil. Mit dem Cooper, der einen Ferrari-Motor im Heck hatte, bestritt er auch zwei Weltmeisterschaftsläufe. In Brands Hatch, beim Großen Preis von Großbritannien, wurde er als Elfter abgewinkt. Beim Großen Preis von Deutschland am Nürburgring fiel er nach einem Bruch der vorderen Aufhängung aus.
Ab 1967 fuhr er nur mehr sporadisch Sportwagenrennen und begann als Fahrzeugdesigner bei Morgan zu arbeiten und war dort für den Bau der Sportwagenvariante des Morgan 4/4 verantwortlich. Im selben Zeitraum war er auch für die Entwicklung des Monica 560 verantwortlich.
Er starb im August 2011.

## Statistik

### Le-Mans-Ergebnisse
| Jahr | Team                      | Fahrzeug           | Teamkollege           | Platzierung             | Ausfallgrund       |
| ---- | ------------------------- | ------------------ | --------------------- | ----------------------- | ------------------ |
| 1962 | Morgan Motor Company      | Morgan Plus 4      | Richard Shepard-Baron | Rang 13 und Klassensieg |                    |
| 1963 | Lawrence Tune Engineering | Deep Sanderson 301 | Chris Spender         | Disqualifiziert         |                    |
| 1964 | Lawrence Tune Engineering | Deep Sanderson 301 | Gordon Spice          | Ausfall                 | Zylinder überhitzt |
| 1967 | Marcos Cars               | Marcos Mini GT     | Jem Marsh             | Ausfall                 | Getriebeschaden    |
| 1968 | Chris Lawrence            | Deep Sanderson 302 | John Wingfield        | Ausfall                 | Benzineinspritzung |

### Einzelergebnisse in der Sportwagen-Weltmeisterschaft
| Saison | Team                                 | Rennwagen                        | 1   | 2   | 3   | 4   | 5   | 6   | 7   | 8   | 9   | 10  | 11  | 12  | 13  | 14  | 15  | 16  | 17  | 18  | 19  | 20  | 21  | 22  |
| ------ | ------------------------------------ | -------------------------------- | --- | --- | --- | --- | --- | --- | --- | --- | --- | --- | --- | --- | --- | --- | --- | --- | --- | --- | --- | --- | --- | --- |
| 1960   | Bill de Selincourt                   | Lola MK1                         | BUA | SEB | TAR | NÜR | LEM |     |     |     |     |     |     |     |     |     |     |     |     |     |     |     |     |     |
| 1960   | Bill de Selincourt                   | Lola MK1                         | 24  |     |     |     |     |     |     |     |     |     |     |     |     |     |     |     |     |     |     |     |     |     |
| 1961   | Morgan                               | Morgan 4/4                       | SEB | TAR | NÜR | LEM | PES |     |     |     |     |     |     |     |     |     |     |     |     |     |     |     |     |     |
| 1961   | Morgan                               | Morgan 4/4                       | DNF |     |     |     |     |     |     |     |     |     |     |     |     |     |     |     |     |     |     |     |     |     |
| 1962   | Chris Lawrence Morgan                | Morgan Plus 4                    | DAY | SEB | SEB | MAI | TAR | BER | NÜR | LEM | TAV | CCA | RTT | NÜR | BRI | BRI | PAR |     |     |     |     |     |     |     |
| 1962   | Chris Lawrence Morgan                | Morgan Plus 4                    |     |     |     |     |     |     | DNF | 13  |     |     | 8   |     |     |     |     |     |     |     |     |     |     |     |
| 1963   | Chris Lawrence Deep Sanderson Morgan | Morgan Plus 4 Deep Sanderson 301 | DAY | SEB | SEB | TAR | SPA | MAI | NÜR | CON | ROS | LEM | MON | WIS | TAV | FRE | CCE | RTT | OVI | NÜR | MON | MON | TDF | BRI |
| 1963   | Chris Lawrence Deep Sanderson Morgan | Morgan Plus 4 Deep Sanderson 301 |     |     |     |     | 8   |     | DNF |     |     | DNF |     |     |     |     |     | DNF |     |     |     | DNF |     |     |
| 1964   | Deep Sanderson                       | Morgan Plus 4 Deep Sanderson 301 | DAY | SEB | TAR | MON | SPA | CON | NÜR | ROS | LEM | REI | FRE | CCE | RTT | SIM | NÜR | MON | TDF | BRI | BRI | PAR |     |     |
| 1964   | Deep Sanderson                       | Morgan Plus 4 Deep Sanderson 301 |     |     |     |     | DNF |     | DNF |     | DNF |     |     |     |     |     |     |     |     |     |     |     |     |     |
| 1965   | Chris Lawrence                       | Morgan Plus 4                    | DAY | SEB | BOL | MON | MON | RTT | TAR | SPA | NÜR | MUG | ROS | LEM | REI | BOZ | FRE | CCE | OVI | NÜR | BRI | BRI |     |     |
| 1965   | Chris Lawrence                       | Morgan Plus 4                    |     |     |     |     |     |     |     |     |     |     |     | DNF |     |     |     |     |     |     |     |     |     |     |
| 1967   | Nicholas Granville-Smith Marcos Cars | Shelby Cobra Marcos Mini GT      | DAY | SEB | MON | SPA | TAR | NÜR | LEM | HOK | MUG | BRH | CCE | ZEL | OVI | NÜR |     |     |     |     |     |     |     |     |
| 1967   | Nicholas Granville-Smith Marcos Cars | Shelby Cobra Marcos Mini GT      |     |     |     |     |     | DNF | DNF |     |     |     |     |     |     |     |     |     |     |     |     |     |     |     |
| 1968   | Chris Lawrence                       | Deep Sanderson 302               | DAY | SEB | BRH | MON | TAR | NÜR | SPA | WAT | ZEL | LEM |     |     |     |     |     |     |     |     |     |     |     |     |
| 1968   | Chris Lawrence                       | Deep Sanderson 302               |     |     |     |     |     |     | DNF |     |     |     |     |     |     |     |     |     |     |     |     |     |     |     |
| 1969   | Chris Lawrence                       | Deep Sanderson 302               | DAY | SEB | BRH | MON | TAR | SPA | NÜR | LEM | WAT | ZEL |     |     |     |     |     |     |     |     |     |     |     |     |
| 1969   | Chris Lawrence                       | Deep Sanderson 302               |     |     |     | DNF |     |     |     |     |     |     |     |     |     |     |     |     |     |     |     |     |     |     |